# Le Voyage de Chihiro (bande originale)
Pour un article plus général, voir Le Voyage de Chihiro.
La bande originale du film Le Voyage de Chihiro de Hayao Miyazaki a été composée par Joe Hisaishi, en 2001. Il existe deux albums sortis au Japon, l'un composé de quelques thèmes du film et de chansons ("Image Album"), l'autre proposant la bande originale telle qu'on l'entend dans le film ("Soundtrack"). En France, seul le second album a été édité, chez Milan Records.

## Albums japonais

### Sen to Chihiro no Kamikakushi Image Album
Albums de Joe Hisaishi
Aniki, mon frère
(2001) Joe Hisaishi meets
Kitano films
(2001)
| 1.    | あの日の川へ (Ano hi no kawa e)             | La Rivière, ce jour-là…       | 3:54 |
| 2.    | 夜が来る (Yoru ga kuru)                     | La Nuit tombe                 | 4:26 |
| 3.    | 神々さま (Kamigami-sama)                    | Les Dieux                     | 3:56 |
| 4.    | 油屋 (Yuya)                                 | La Pièce encrassée            | 3:57 |
| 5.    | 不思議の国の住人 (Fushigi no kuni no jūnin) | Les Habitants du pays étrange | 3:20 |
| 6.    | さみしい さみしい (Samishii samishii)       | Souffrance de la solitude     | 3:42 |
| 7.    | ソリチュード (Sorichūdo)                    | Solitude                      | 3:50 |
| 8.    | 海 (Umi)                                    | La Mer                        | 3:22 |
| 9.    | 白い竜 (Shiroi ryū)                         | Le Dragon blanc               | 3:34 |
| 10.   | 千尋のワルツ (Chihiro no warutsu)           | La Valse de Chihiro           | 3:20 |
| 37:21 |                                             |                               |      |

### Sen to Chihiro no Kamikakushi Soundtrack
Albums de Joe Hisaishi
Joe Hisaishi meets
Kitano films
(2001) Quartet
(2001)
| 1.    | あの夏へ (ano natsu e)                     | Cet été là…                           | 3:10 |
| 2.    | とおり道 (toorimichi)                      | Le chemin où on passe                 | 2:08 |
| 3.    | 誰もいない料理店 (dare mo inai ryōri-ten)  | Le restaurant où il n'y a personne    | 3:16 |
| 4.    | 夜が来る (yoru ga kuru)                    | La nuit tombe                         | 2:00 |
| 5.    | 竜の少年 (ryū no shōnen)                   | Le petit dragon                       | 2:12 |
| 6.    | ボイラー虫 (boirā nushi)                   | La punaise de la chaudière            | 2:34 |
| 7.    | 神さま達 (kamisama-tachi)                  | Les dieux                             | 3:00 |
| 8.    | 湯婆婆 (Yubaba)                            | Yubaba, la vieille du bain public     | 3:30 |
| 9.    | 湯屋の朝 (yuya no asa)                     | Le bain public au matin               | 2:02 |
| 10.   | あの日の川へ (ano hi no kawa e)            | La rivière, ce jour-là…               | 3:13 |
| 11.   | 仕事はつらいぜ (shigoto wa tsuraize)       | Le boulot, c'est tuant !              | 2:27 |
| 12.   | おクサレ神 (okusaregami)                   | Une divinité calamiteuse              | 4:02 |
| 13.   | 千の勇気 (sen no yūki)                     | Le courage de Sen                     | 2:45 |
| 14.   | 底なし穴 (sokonashi ana)                   | Un trou insondable                    | 1:19 |
| 15.   | カオナシ (kaonashi)                        | Sans-Visage                           | 3:47 |
| 16.   | ６番目の駅 (rokubanme no eki)              | Le sixième gite d'étape               | 3:38 |
| 17.   | 湯婆婆狂乱 (Yubaba kyouran)                | La folie furieuse de Yubaba           | 1:38 |
| 18.   | 沼の底の家 (numa no soko no ie)            | La maison du fond du marécage         | 1:30 |
| 19.   | ふたたび (futatabi)                        | De nouveau…                           | 4:45 |
| 20.   | 帰る日 (kaeru hi)                          | Le jour du retour                     | 3:21 |
| 21.   | いつも何度でも（主題歌）(itsumo nandodemo) | Rêvons toujours les mêmes rêves aimés | 3:35 |
| 59:52 |                                            |                                       |      |